# Liste des meilleurs totaux de sauvetages consécutifs aux Ligues majeures de baseball
Depuis l'an 1989, la ligue majeure de baseball reconnaît la statistique de sauvetages consécutifs, c’est-à-dire, le nombre de parties que le lanceur achève sans concéder assez de points pour perdre la partie. 

## Palmarès
Records de la Ligue majeure de baseball mis à jour le 12 juin 2011.
Les dates indiquées sont celles du premier et du dernier sauvetage de la série. 
En gras, les joueurs en activité.
| Joueur           | Équipe                   | Dates                             | Sauvetages |
| ---------------- | ------------------------ | --------------------------------- | ---------- |
| Éric Gagné       | Dodgers de Los Angeles   | 28 août 2002 - 3 juillet 2004     | 84         |
| Tom Gordon       | Red Sox de Boston        | 19 avril 1998 - 31 mai 1999       | 54         |
| Brad Lidge       | Phillies de Philadelphie | 25 septembre 2007 - 13 avril 2009 | 47         |
| Rod Beck         | Giants de San Francisco  | 19 août 1993 - 29 avril 1995      | 41         |
| Heath Bell       | Padres de San Diego      | 29 mai 2010 - 3 mai 2011          | 41         |
| Trevor Hoffman   | Padres de San Diego      | 24 août 1997 - 25 juillet 1998    | 41         |
| Dennis Eckersley | Athletics d'Oakland      | 15 septembre 1991 - 7 août 1992   | 40         |